# Le Quatrième Mur (roman)
Pour les articles homonymes, voir Quatrième mur (homonymie).
Le Quatrième Mur est un roman de Sorj Chalandon paru le 21 août 2013 aux éditions Grasset. Le roman obtient le prix Goncourt des lycéens cette même année.

## Historique
Sorj Chalandon fut reporter de guerre. Néanmoins, selon son auteur, ce roman ne met pas en scène sa propre expérience du terrain, de la guerre depuis quarante ans mais celle d’un double littéraire, Georges, qu'il « envoie exprès au plus loin de ce qu’il aurait pu devenir ». Il a précisé à Georgia Makhlouf qu'il avait couvert la guerre du Liban de 1981 à 1987, et qu'il avait été particulièrement traumatisé par sa visite des camps de Sabra et Chatila lors du massacre de 1982. C'est pour exprimer la douleur qu'il a ressentie personnellement qu'il a transposé cet événement dans un roman, alors qu'il n'avait pas pu le faire en tant que journaliste.
Le roman est retenu dans les premières listes de quinze livres en lice pour le prix Goncourt. Il remporte le 14 novembre 2013 le prix Goncourt des lycéens ainsi que le prix des libraires du Québec 2014.

## Résumé
Le Quatrième mur raconte l'histoire d'un dénommé Georges, double littéraire de l'auteur, metteur en scène amateur à ses heures perdues, mais surtout éternel étudiant à la Sorbonne, et depuis longtemps militant dans l’extrême gauche, notamment pour la défense des Palestiniens. Un Georges des années 1980, connaissant seulement la révolte et non la guerre. Un Georges qui s’envole pour la première fois en direction du Liban et surtout de la guerre qui y fait rage, dans l’unique but de tenir une promesse faite à son ami Sam, Samuel Akounis, un pacifiste Grec de Salonique, juif dont la famille a péri à Birkenau, et réfugié à Paris lors de la dictature des colonels. Sam est un véritable metteur en scène au théâtre qui s'est retrouvé hospitalisé à cause d'un cancer en phase terminale. Georges constitue alors son unique « famille » restante. Sam lui demande d'accomplir à sa place son dernier projet, l'utopique tâche de monter Antigone, la pièce de Jean Anouilh, dans Beyrouth en guerre. L'idée est de rassembler des acteurs issus des différentes factions politiques et religieuses impliquées dans le conflit pour jouer la pièce sur une scène de fortune lors d'un « répit » de deux heures, en guise de témoignage de bonne volonté. Une manière de « donner à des adversaires une chance de se parler [...] en travaillant ensemble autour d’un projet commun ». Ainsi, Antigone sera palestinienne et sunnite, Hémon, un Druze du Chouf, Créon, roi de Thèbes et père d'Hémon, un Maronite de Gemmayzé, le reste de la distribution étant composée de Chiites, d'une Chaldéenne, et d'une catholique arménienne. Georges sera « le chœur », il portera la kippa pour figurer le juif.

## Portée de l'œuvre et réception critique
Le Quatrième mur est considéré comme un roman qui propose une réflexion sur la guerre en général, et sur le mécanisme universel qui pousse l'individu à entrer en guerre. L'œuvre montre également au lecteur l'enfermement d'un personnage dans une guerre qui le fascine et ainsi ce roman traite également des conséquences psychologiques de la guerre sur l'individu (George ne parviendra pas à reprendre une vie normale après être rentré du Liban, les préoccupations des hommes en paix étant banales et ridicules par rapport aux préoccupations des hommes en guerre, face à l'imminence de la mort).
Le livre est considéré comme une œuvre sur l'utopie et la fraternité « magnifique et désespéré(e) ». Selon Mohammed Aïssaoui, ce roman nous aide à comprendre le Moyen-Orient, mieux que ne le feraient les meilleurs essais. David Fontaine apprécie particulièrement le parallèle qui est fait entre le conflit tragique d'Antigone et la guerre civile qui oppose des factions irréconciliables. Pour Charlotte Pons, ce roman « est d'une puissance telle qu'il nous fait sentir la tension, l'horreur, l'absurdité, en des scènes d'une force visuelle rare ». Anna Żurawska rapproche ce livre de deux autres romans portant sur « le conflit au Liban en accentuant la dévastation psychologique de leurs personnages »: Visage retrouvé de Wajdi Mouawad, et De Niro’s Game de Rawi Hage. On peut aussi citer également Les Désorientés d'Amin Maalouf.

## Explication du titre
Le « quatrième mur » est un terme qui désigne, au théâtre, le « mur » invisible que construit inconsciemment l'acteur qui joue entre la scène et le public, et qui le protège. Il maintient l'illusion théâtrale, et l'acteur brise ainsi le quatrième mur et l'illusion théâtrale lorsqu'il s'adresse au public.
Dans le roman de Sorj Chalandon, le personnage, Georges, s'enferme peu à peu dans la guerre (il n'arrivera pas à sortir de la guerre et à reprendre sa vie en paix), il est fasciné par elle (d'où une description parfois poétique des horreurs de la guerre). Le personnage se construit lui-même son quatrième mur, qui le protège de la peur et de la mort tout en l'enfermant dans sa folie. Ce n'est qu'à la fin du roman que George parviendra à briser le quatrième mur et ainsi se soustraire à l'enfermement de la guerre, par le seul moyen possible : la mort.
Selon l'auteur, le titre du livre est également une façon d'annoncer l'impossibilité de ce projet de pièce de théâtre en pleine guerre. Ainsi, il déclare : « En écrivant, j'avais envie que ça marche, que la représentation ait lieu, mais je me suis aperçu que ce n'était pas possible ».